# Turrican 3
Turrican 3 et Mega Turrican sont les deux titres d'un même jeu vidéo d'action développé par Factor 5 et sorti respectivement sur Amiga en 1993 et sur Mega Drive en 1994. Turrican 3 est sous-titré The Payment Day en version originale allemande. Bien qu'étant sorti plus tôt et constituant le troisième épisode officiel de la série Turrican, Turrican 3 est en réalité une conversion de Mega Turrican.

## Histoire du développement
Après le succès de Turrican II: The Final Fight en 1991, les producteurs ont décidé de transposer la série sur les consoles Super Nintendo et Mega Drive. Le développement d'un 3e épisode original sur Amiga fut initié mais finalement arrêté pour se concentrer sur les deux versions consoles, qui représentaient des marchés bien plus importants que celui de l'Amiga. Holger Schmidt, le programmeur des précédents épisodes sur Amiga, avait en charge le développement de Super Turrican (Super NES) et Thomas Engel, le responsable des versions Atari ST, programmait Mega Turrican, la version Mega Drive.
Alors que la communauté de joueurs Amiga attendait en vain l'annonce d'un nouvel épisode, en 1992, le studio allemand Kaiko (Gem'X, Apidya), opportuniste, a proposé à Rainbow Arts de réaliser ce troisième épisode. L'éditeur était partant mais Factor 5 s'y est vivement opposé car il possédait contractuellement les droits d'un développement du jeu sur Amiga. En novembre 1992, devant l'insistance des fans, les responsables de Factor 5 sont revenus sur leur position et mis fin à cette situation quelque peu rocambolesque. La décision fut prise de faire de la version Mega Drive en cours de développement le 3e épisode officiel sur Amiga et Peter Thierolf, programmeur et cofondateur de Kaiko, fut chargé de programmer cette version, sous la direction de Factor 5. La décision était sur un plan technique assez discutable.
On ne sait pas dans quelle influence eut cette décision sur la conception des niveaux de jeu, reste que Turrican 3 et Mega Turrican se démarquent nettement de Turrican et Turrican II là où Super Turrican apparaît à bien des égards comme un remake de ces jeux. La version Amiga a été programmée en six mois seulement. Une autre péripétie de ce développement est liée à l'évolution de la situation personnelle de Peter Thierolf, qui, au cours du développement, a quitté Kaiko (le studio a fermé ses portes peu après) pour cofonder Neon Studios (Mr Nutz, Legend of Kay). Turrican 3 utilise une partie du moteur graphique de Mr Nutz et à ce titre, son code source est la propriété de Neon Studios. Pour l'anecdote, le code source de la version Mega Drive de Mr Nutz : Hoppin'Mad se trouve dans les disquettes de Turrican 3, ce qui a permis à des amateurs d'en proposer une version jouable en 2012 alors que ce jeu ne fut jamais publié.
Mais le fait le plus important de ce développement est sans doute la non-implication du créateur de la série, Manfred Trenz. L'apparition des jeux sur consoles s'accompagne d'un tournant conceptuel en termes de level design. Jusqu'alors les Turrican se distinguaient par des niveaux gigantesques que le personnage était libre d'explorer. Dans Turrican 3 / Mega Turrican, Super Turrican, et plus encore Super Turrican 2, les niveaux sont plus petits, la progression plus linéaire et l'action omniprésente.

## Système de jeu

### Musique
| Compositeur : Chris Hülsbeck 1. Main Theme 2. Load Theme 3. Factory Action 4. The Elevator 5. Second Floor 6. Platform Action 7. Meat Beast Boss 8. Wet Dungeon 9. Dot the Bass Man 10. Swim or Die 11. Sea Monster Boss 12. Air Combat 13. Scrap Yard I 14. Scrap Yard II 15. Crane Boss 16. Alien Desaster 17. Bionic Train 18. Alien Mom Boss 19. Memory of the Waters 20. Screw Nut Hall 21. Climb to Survive 22. Penultimate 23. The Machine 24. End Theme 25. Hall of Heroes |

La musique de jeu a été composé par Chris Hülsbeck.

## Exploitation

### Commercialisation
Turrican 3 a été commercialisé en décembre 1993. Le jeu a été édité par Renegade Software, excepté en Allemagne où Rainbow Arts s'est chargé de la publication.
Mega Turrican est sorti en juin 1994 aux États-Unis, édité par Data East et Sony Imagesoft a ensuite édité le jeu en Europe. Il est réédité en 2008 en téléchargement sur Wii.